# 高松法務局
高松法務局（たかまつほうむきょく）は、高松市にある法務省の地方支分部局で、香川県内を管轄している。なお、局長は管内の地方法務局を指揮監督する。また、直接の登記事務の管轄（本局としての管轄）として、不動産登記は高松市、香川郡（直島町）、木田郡（三木町）、綾歌郡（綾川町）、小豆郡（小豆島町・土庄町）を管轄している。

## 管内支局・出張所
- 本局：高松市丸の内1番1号（高松法務合同庁舎）
- 本局（人権擁護部）：高松市高松市サンポート3番33号 高松サンポート合同庁舎南館2階
  - 寒川出張所：さぬき市寒川町神前1641番地1
- 丸亀支局：丸亀市大手町三丁目1番1号
- 観音寺支局：観音寺市坂本町五丁目19番11号

以前は高松南出張所があったが、2009年5月7日に統合・閉鎖された。同出張所の建物には2008年に移転した人権擁護部のみが入っていたが、2017年10月30日に高松サンポート合同庁舎南館に移転した。2010年には土庄出張所が閉鎖されている。

## 管内地方法務局

### 徳島地方法務局
徳島地方法務局（とくしまちほうほうむきょく）は、徳島市にある法務省の地方支分部局で、徳島県を管轄している。また、直接の登記事務の管轄（本局としての管轄）として、不動産登記は徳島市、小松島市、鳴門市、吉野川市、阿波市、勝浦郡（勝浦町、上勝町）、名東郡（佐那河内村）、名西郡（石井町、神山町）、板野郡（松茂町、北島町、藍住町、板野町、上板町）を管轄している。

#### 管内支局・出張所
- 本局：徳島県徳島市徳島町城内6番地6（徳島地方合同庁舎）
- 阿南支局：阿南市日開野町谷田497番地2
- 美馬支局：美馬市脇町大字猪尻字八幡神社下南125番地1
- かつてあった支局・出張所
  - 吉野川支局：2009年1月13日に本局へ統合
  - 鳴門支局：2009年3月23日に本局へ統合

### 高知地方法務局
高知地方法務局（こうちちほうほうむきょく）は、高知市にある法務省の地方支分部局で、高知県を管轄している。また、直接の登記事務の管轄（本局としての管轄）として、不動産登記は高知市、土佐市、吾川郡（いの町・仁淀川町）、高岡郡（日高村・佐川町・越知町）を管轄している。
2011年2月14日に高知市小津町4番30号から高知市栄田町二丁目2番10号の高知よさこい咲都合同庁舎に移転した。

#### 管内支局・出張所
- 本局：高知市栄田町二丁目2番10号（高知よさこい咲都合同庁舎）
- 香美支局：香美市土佐山田町旭町一丁目4番10号（土佐山田地方合同庁舎）
- 須崎支局：須崎市青木町1番4号（須崎第二地方合同庁舎）
- 安芸支局：安芸市矢ノ丸二丁目1番6号（安芸地方合同庁舎）
- 四万十支局：四万十市右山五月町3番12号（中村地方合同庁舎）
- かつてあった支局・出張所
  - 嶺北出張所 : 2002年9月17日に南国出張所へ統合。
  - 宿毛出張所 : 2002年9月17日に中村支局へ統合。
  - 清水出張所 : 2002年9月17日に中村支局へ統合
  - 山田出張所 : 2002年11月5日に赤岡支局へ統合・移転の上土佐山田支局に改称。
  - いの支局 : 2014年5月7日に本局へ統合。

### 松山地方法務局
松山地方法務局（まつやまちほうほうむきょく）は、松山市にある法務省の地方支分部局で、愛媛県を管轄している。また、直接の登記事務の管轄（本局としての管轄）として、不動産登記は松山市（砥部出張所の管轄に属する地域を除く）、伊予市、伊予郡（松前町）を管轄している。

#### 管内支局・出張所
- 本局：松山市宮田町188番地6（松山地方合同庁舎）
  - 砥部出張所：伊予郡砥部町原町171番地1
- 大洲支局：大洲市東若宮2番地8
- 西条支局：西条市明屋敷168番地1
- 四国中央支局：四国中央市三島中央五丁目4番31号
- 今治支局：今治市旭町一丁目3番地3
- 宇和島支局：宇和島市天神町4番40号
- かつてあった支局・出張所
  - 八幡浜支局：2010年3月23日に大洲支局へ統合